# Warrior (Alabama)
Warrior – miasto w Stanach Zjednoczonych, w stanie Alabama, w hrabstwie Blount.

## Demografia
W 2010 zamieszkiwało w nim nieco ponad 3000 osób. W 2023 liczba mieszkańców wzrosła do 3187 osób, a gęstość zaludnienia do 126 osób/km².